# Lorenz Lindelöf
Lorenz Leonard Lindelöf, född 13 november 1827 i Karvia, död 3 mars 1908 i Helsingfors, var en finländsk matematiker och astronom; far till Uno och Ernst Lindelöf.

## Biografi
Lindelöf blev student vid Kejserliga Alexanders Universitetet i Finland i Helsingfors 1845, filosofie kandidat 1850 och filosofie licentiat 1854 samt utnämndes 1855 till docent i astronomi vid Helsingfors universitet, sedan han tidigare under en följd av år varit amanuens vid astronomiska observatoriet där. Åren 1855–56 tjänstgjorde han dessutom som e.o. astronom vid Pulkovo-observatoriet. År 1857 blev han professor i matematik vid nämnda universitet och var 1874-1902 överdirektör i Överstyrelsen för skolväsendet i Finland. Åren 1869–72 var han universitetets rektor. Han upphöjdes 1883 i finländskt adligt stånd, och 1886 erhöll han titeln verkligt statsråd.

## Forskning
Lindelöf bedrev forskning inom såväl matematiken som astronomin och han var särskilt framstående inom variationskalkylen och till densamma hörande problem. Som första resultat av sitt arbete på detta fält utgav han Variationskalkylens teori och dess användning till bestämmande av multipla integralers maxima och minima (1855) samt Leçons de calcul des variations (i samarbete med Moigno, Paris, 1861, utgiven även i rysk översättning). Dessutom kan nämnas en i franska Vetenskapsakademiens "Comptes rendus" för 1861 införd uppsats, Nouvelle demonstration d'un théorème fondamental da calcul de variations (översatt till engelska) samt den i belgiska Vetenskapakademiens handlingar för 1864 införda uppsatsen Examen critique d'une méthode récemment proposée pour distinguer le maximum et le minimum dans les problèmes du calcul de variations. För avhandlingen Propriétés générales des polyédres, qui sous une étendue superficielle donnée renferment le plus grand volume (i "Mélanges mathématiques et astronomiques", 1870) tilldelades honom (utan tävlan) 1880 av preussiska Vetenskapakademien Steinerska priset, enär denna uppsats ger fullständig lösning av ett redan 1843 i band XXIV av "Crelles Journal" förekommande, av Jakob Steiner framställt problem. Lindelöfs Sur les polygones au plus petit périmètre circonscrits à une ellipse donnée infördes i " Acta societatis scientiarum fennicæ" 31 (1903). Han författade även Lärobok i analytisk geometri (1864; tredje upplagan 1877; översatt till finska 1876).
Av Lindelöfs vetenskapliga verksamhet föreligger även en mängd resultat, härrörande från forskningsresor och expeditioner. Särskilt kan nämnas en serie geografiska ortbestämningar i trakten av Ladoga (1850). Vid de årsmöten, som hölls av The British Association for the Advancement of the Sciences i Aberdeen 1859 och Oxford 1860, höll Lindelöf föredrag, vilka infördes i sällskapets "Reports". Han deltog även i en av brittiska regeringen bekostad expedition till norra Spanien med syfte att observera den totala solförmörkelsen den 18 juli 1860.

## Utnämningar
Lindelöf blev ledamot av Finska Vetenskaps-Societeten 1859, vars ständige sekreterare han var från 1867, och av Vetenskapssocieteten i Uppsala 1900. Vid 1872 års ständermöte representerade han Helsingfors universitet samt utsågs till vice talman i prästeståndet. Han var ledamot för borgarståndet vid lantdagarna 1877–78 för Nykarleby och 1882 för Helsingfors samt utsågs 1882 till ståndets talman. 
Lindelöf adlades den 14 april 1883 och introducerades på Finlands Riddarhus den 13 mars följande år som adlig ätt 260. Som ledamot av Ridderskapet och Adeln deltog han i lantdagarna 1885-1900; vid fyra av dem var han vice lantmarskalk och 1900 lantmarskalk. Vid alla dessa tillfällen var han en mycket anlitad utskottsmedlem; bland annat var han 1885, 1888, 1891 och 1894 ordförande i ekonomiutskottet och sedan 1882 bankofullmäktig för borgarståndet (ordförande sedan 1885). Av regeringen kallades han till ledamot av särskilda kommittéer, bland annat till ordförande i kommittén för metersystemets införande (1880).